# Nagata Kabi
Tomoko Tokunaga (em japonês: 徳永智子; romaniz.: Tokunaga Tomoko; nascida no Japão, em 28 de maio de 1987), mais conhecida pelo seu pseudônimo Kabi Nagata (em japonês: 永田カビ; romaniz.: Nagata Kabi) é uma mangaká japonesa, autora de "Minha Experiência Lésbica Com a Solidão".
Nagata tem desenhado desde que se lembra. No entanto, ela não começou a ler mangá até o 4º ano, com o mangá esportivo de Takehiko Inoue, Slam Dunk. Posteriormente, ela começou a ler outras séries de mangás da Weekly Shōnen Jump, considerando o mangá de samurais de Nobuhiro Watsuki, Rurouni Kenshin como seu favorito durante seu período escolar.

## Links externos
- Predefinição:Pixiv
- Nagata Kabi no X
- 永田カビ - note
- Predefinição:Mediaarts-db